# Caroline xứ Ansbach
Wilhelmina Charlotte Caroline xứ Brandenburg-Ansbach (1 tháng 3, năm 1683 – 20 tháng 11, năm 1737), thường gọi là Caroline xứ Ansbach, là Vương hậu của Vương quốc Anh và Ireland, với tư cách là vợ của George II của Đại Anh.
Phụ thân của bà, Johann Friedrich I xứ Brandenburg-Ansbach, thuộc về nhánh thứ của Vương tộc Hohenzollern và là nhà cai trị một số vùng lãnh thổ nhỏ ở Đức, Thân vương quốc Ansbach. Caroline mồ côi từ tuổi thiếu nhi và chuyển đến triều đình khai sáng của người giám hộ của bà, Vua Friedrich I và Vương hậu Sophie Charlotte của Phổ. Tại vương đình Phổ quốc, nền giáo dục hạn chế dành cho bà đã được mở rộng, và bà tiếp thu xu hướng tự do của Sophie Charlotte, người trở thành bạn thân và có quan điểm ảnh hưởng lớn đến Caroline trong suốt cuộc đời của bà.
Khi là phụ nữ trẻ, Caroline được nhiều người lui đến theo đuổi và cầu hôn. Sau khi từ chối lời cầu hôn của vua Tây Ban Nha trên danh nghĩa, Đại Công tước Karl của Áo, bà kết hôn với Georg August, đứng thứ ba trong danh sách thừa kế ngai vàng Anh và người thừa kế Tuyển đế hầu Hannover. Họ có tám người con, bảy trong số đó sống tới tuổi trưởng thành.
Caroline di chuyển vĩnh viễn tới Anh Quốc năm 1714 khi chồng bà trở thành Thân vương xứ Wales. Trên cương vị Vương phi xứ Wales, bà cùng với chồng tham gia lực lượng chính trị chống đối với cha chồng là Vua George I. Năm 1717, chồng bà bị đuổi khỏi triều đình sau tranh chấp trong gia đình. Caroline liên kết với Robert Walpole, một chính trị gia đối lập vốn là một bộ trưởng trong Chính phủ cũ. Walpole trở lại chính quyền năm 1720, và phu quân của Caroline và vua George I công khai hòa giải, theo lời khuyên của Walpole. Trong một vài năm tiếp theo, Walpole vươn lên địa vị lãnh đạo chánh phủ.
Caroline trở thành Vương hậu và tuyển đế hầu phu nhân năm 1727, khi chồng bà trở thành vua George II. Con trai trưởng của bà, Frederick, được tấn phong Thân vương xứ Wales. Ông là người trọng tâm của phe đối lập, giống như phụ thân trước kia, và quan hệ giữa Caroline với ông trở nên tồi tệ. Là công nương và Vương hậu, Caroline nổi tiếng với những ảnh hưởng chính trị của mình, mà bà thực hiện thông qua Walpole. Bà đã bốn lần làm nhiếp chính khi chồng bà đến Hanover, và có công đối với sự đứng vững của Vương tộc Hanover ở Anh trong một thời kì bất ổn về chính trị. Caroline được người ta thương nhớ sâu sắc sau khi qua đời, không chỉ có quần chúng mà còn có cả Nhà vua, ông đã từ chối tái hôn.
Cũng như chồng là Vua George II Caroline cũng được nhớ đến là mẹ của Frederick, Thân vương xứ Wales  và là bà nội của Vua George III.

## Cuộc sống ban đầu

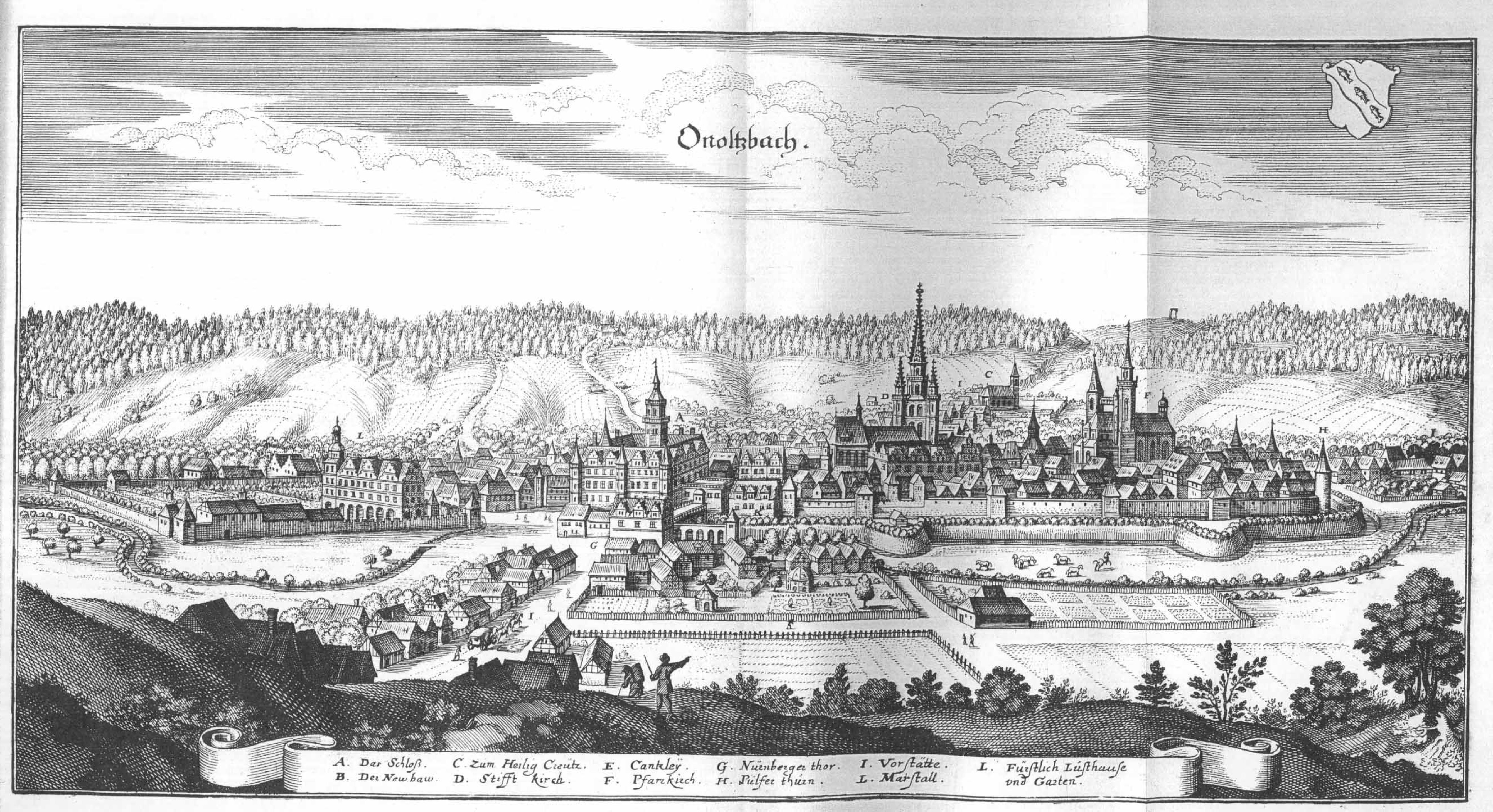
Ansbach thế kỉ XVII

Caroline chào đời ngày 1 tháng 3 năm 1683 tại Ansbach, là con gái của Johann Friedrich I xứ Brandenburg-Ansbach, với người vợ thứ hai, Eleonore xứ Sachsen-Eisenach. Cha bà là nhà cai trị của một trong những lãnh thổ nhỏ nhất trong các thành bang ở Đức; ông qua đời vì bệnh đậu mùa ở tuổi 32, khi Caroline mới lên 3. Caroline cùng với người em ruột duy nhất của bà, Bá tước Wilhelm Friederich, rời Ansbach cùng mẹ họ, trở về quê hương của bà là Eisenach. Năm 1692, người mẹ góa của Caroline vướng vào một cuộc hôn nhân không hạnh phúc với Tuyển đế hầu Sachsen, và bà cùng hai con chuyển đến triều đình Sachsen tại Dresden.
Eleonore Erdmuthe lại thành góa phụ vào hai năm sau, khi người chồng không trung thành của bà bị lây bệnh đậu mùa từ người tình của ông ta. Eleonore vẫn ở lại Sachsen thêm hai năm, cho đến khi bà mất năm 1696. Bọn trẻ mồ côi Caroline và Wilhelm Friedrich trở về Ansbach sống với người anh trai cùng cha khác mẹ, Georg Friedrich II xứ Brandenburg-Ansbach. Georg Friedrich là một thanh niên và không mấy quan tâm đến việc nuôi dạy một cô gái, vì thế Caroline sớm chuyển tới Lützenburg ngoài Berlin, nơi bà sống dưới sự chăm sóc của người giám hộ mới, Friedrich, Tuyển đế hầu Brandenburg, và vợ ông, Sophie Charlotte, họ là bạn của Eleonore Erdmuthe.

### Giáo dục
Friedrich và Sophie Charlotte trở thành Vua và Vương hậu của Phổ năm 1701. Vương hậu là con gái của Tuyển hầu thái phu nhân Sophie xứ Hanover, và là em gái của Georg, Tuyển đế hầu Hannover. Ông có tiếng là người thông minh và có tính cách mạnh mẽ, và triều đình không bị kiểm duyệt và tự do của bà thu hút nhiều học giả vĩ đại, bao gồm nhà triết học Gottfried Leibniz. Caroline được tiếp xúc với một môi trường tri thức và sôi nổi khác hẳn với những gì bà đã trải qua trước đây. Trước khi bắt đầu được giáo dục dưới sự chăm sóc của Sophie Charlotte, Caroline không nhận được nhiều kiến thức giáo dục chính quy; chữ viết tay của bà cho đến cuối đời vẫn rất xấu xí. Với một tâm hồn sôi nổi, Caroline đã trở thành một học sinh có năng lực đáng kể. Bà cùng Sophie Charlotte có mối quan hệ thân thiết đến nỗi Caroline được đối xử như một cô con gái thay thế; có một lần Vương hậu đã tuyên bố Berlin là "một nơi hiu quạnh" khi mà Caroline trở về thăm Ansbach.

## Hôn nhân

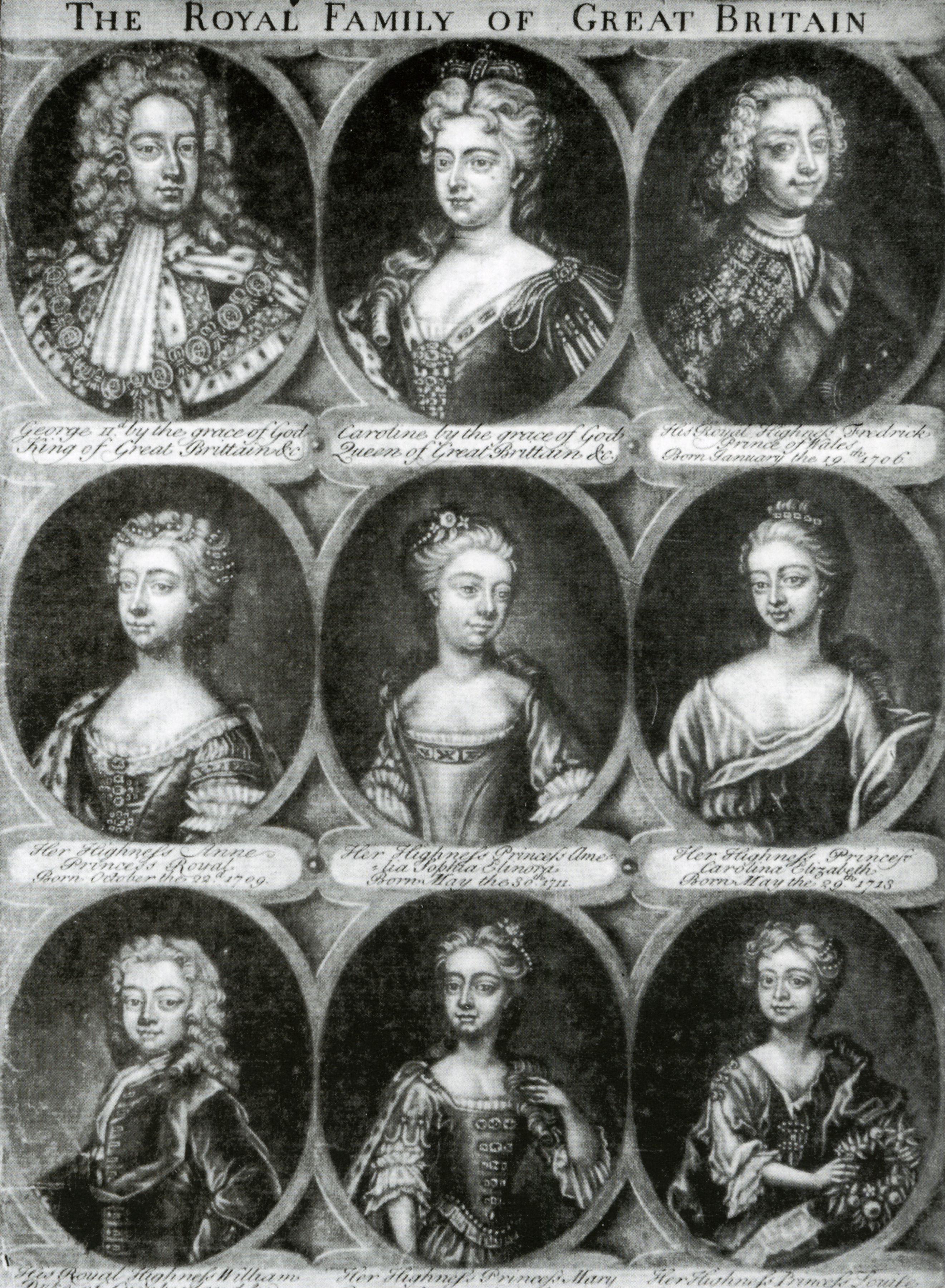
Bản khắc cặp đôi hoàng gia và bảy đứa con còn sống sót của họ

Là một cô gái thông minh và hấp dẫn, Caroline được rất nhiều người theo đuổi. Thái phu nhân Sophie gọi bà là "Công chúa dễ thương nhất ở Đức". Bà được xem xét để gả cho Đại Công tước Karl của Áo, từng là một ứng viên cho ngai vàng Tây Ban Nha và về sau trở thành Hoàng đế La Mã Thần thánh. Karl đã đề nghị đàm phán chính thức với bà năm 1703, và hôn sự được nhà vua Friedrich của Phổ khuyến khích. Sau mấy lần suy nghĩ, Caroline từ chối vào năm 1704, vì bà không thể cải đạo từ Tân giáo Luther sang Công giáo. Đầu năm sau, Vương hậu Sophie Charlotte qua đời trong chuyến về thăm quê nhà Hannover. Caroline bị suy sụp, bà viết thư cho Leibniz, "Tai họa chôn vùi tôi với nỗi đau và bệnh tật, vì chỉ hi vọng rằng tôi có thể sớm đi theo bà ấy là điều an ủi với tôi"
Tháng 6 năm 1705, cháu trai của Sophie Charlotte, Georg August, Tuyển hầu Thân vương tử xứ Hannover, đến thăm triều đình Ansbach, dưới tên giả, để tìm hiểu Caroline, vì cha anh ta Tuyển đế hầu không muốn con trai vướng vào một cuộc hôn nhân không có tình yêu như ông đã từng. Là cháu trai của ba người chú không có hậu tự, Georg August bị gây sức ép phải kết hôn và có con thừa kế để tránh cái họa tuyệt hậu cho gia tộc Hannover. Ông nghe thấy những lời tường thuật về Caroline "nhan sắc vô song và có trí tuệ". Ông ta ngay lập tức tỏ ra thích "phẩm chất tốt" của bà và công sứ Anh đã tường thuật rằng Georg August "sẽ không nghĩ tới một người khác nữa sau cô". Về phần mình, Caroline không bị lớp ngụy trang của vị công tử ẩn danh đánh lừa, và cảm thấy sự hấp dẫn của người cầu hôn mình. Ông là người thừa kế hợp pháp của Lãnh địa Tuyển hầu Hannover từ phụ thân và đứng thứ ba trong danh sách kế vị ngai vàng Anh của người bà con xa Nữ vương Anne, sau tổ mẫu Tuyển hầu Thái phu nhân Sophie của Pfalz và phụ thân tức Tuyển đế hầu.
Ngày 22 tháng 8 năm 1705, Caroline đến Hannover cho đám cưới của bà với Georg August; họ kết hôn vào buổi chiều tại nhà nguyện cung điện tại Herrenhausen. Tháng 5 năm sau, Caroline mang thai, và người con lớn của bà Công tử Friedrich chào đời ngày 20 tháng 1 năm 1707. Vài tháng sau khi sinh, vào tháng 7, Caroline mắc bệnh đậu mùa rất nguy kịch tiếp theo sau là bệnh viêm phổi. Cậu bé được cách ly với bà, nhưng Georg August vẫn ở bên cạnh bà, và chính ông cũng bị lây bệnh nhưng vẫn qua khỏi. Trong bảy năm tiếp theo, Caroline có thêm ba người con nữa, Anne, Amelia, và Caroline, tất cả đều chào đời ở Hanover.

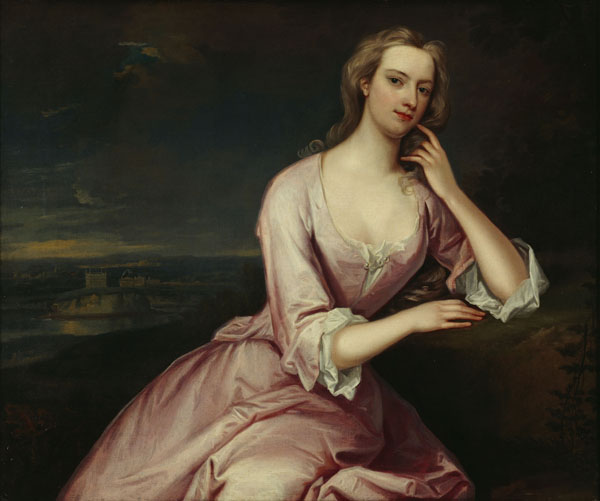
Henrietta Howard, Nữ Bá tước Suffolk (tranh vẽ) một trong nữ người hầu phòng của Caroline ngoài ra cũng là tình nhân của chồng bà.

Georg August và Caroline có một cuộc hôn nhân mĩ mãn và có tình yêu, dù ông ta tiếp tục có nhân tình, coi như phong tục thời kì đó. Caroline nhận thức rõ là sự không chung thủy của chồng, vì những người kia quá nổi tiếng và ông đã nói với bà về họ. Hai tình nhân nổi tiếng nhất là Henrietta Howard, về sau là Nữ Bá tước Suffolk, và, từ 1735, Amalie von Wallmoden, Nữ Bá tước Yarmouth. Howard là một người hầu phòng của Caroline và trở thành Nữ quan phụ trách trang phục hoàng gia (Anh) (Mistress of the Robes) khi chồng bà được công nhận là quý tộc năm 1731, bà nghỉ hưu năm 1734. Trái ngược với mẹ chồng và chồng, Caroline được biết đến với sự trung thực trong cuộc hôn nhân; bà không bao giờ gây rắc rối hay kiếm người yêu. Bà ưu đãi cho những tình nhân của chồng làm nữ quan, cũng như bà tin mình có thể nhìn họ với ánh mắt thân thiết.
Quyền thừa kế của nhà chồng bà đối với ngai vàng Anh không vững chắc, vì em khác mẹ của Nữ hoàng Anne James Stuart tranh chấp với nhà Hanover, và Nữ hoàng Anne cùng bà nội chồng của Caroline Tuyển hầu Thái phu nhân Sophia không hòa hợp. Anne từ chối không cho phép người Hanover nào đến Anh trong suốt cuộc đời bà. Caroline viết cho Leibniz, "Tôi đồng ý với sự so sánh mà ngài rút ra; dù cho tất cả quá tâng bốc, giữa tôi và Nữ vương Elizabeth như một điềm tốt. Giống như Elizabeth, quyền lợi của nữ tuyển hầu bị từ chối bởi một người chị em có tính ghen tị [Nữ hoàng Anne], và ba sẽ không bao giờ có sự đảm bảo đối với vương miện Anh cho đến khi bà kế vị ngai vàng." Tháng 6 năm 1714, Thái phu nhân Sophie chết trong vòng tay của Caroline ở tuổi 84, và bố chồng của Caroline trở thành người thừa kế hợp pháp của Nữ hoàng Anne. Chỉ mấy tuần sau, Anne băng hà và Tuyển Đế hầu Hanover được tuyên bố là người kế vị, trở thành George I của Liên hiệp Anh.

## Vương phi xứ Wales

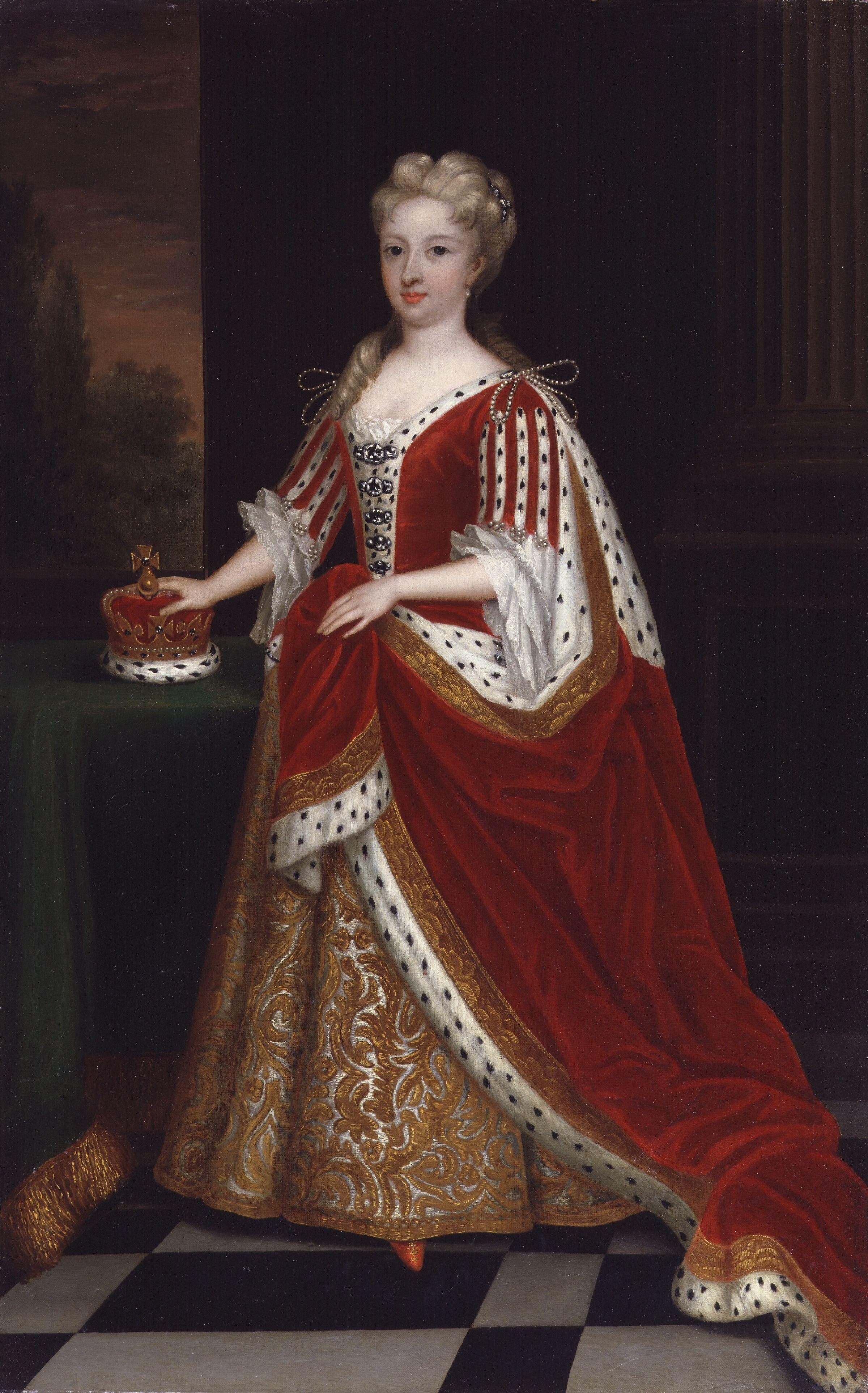
Thân vương phi xứ Wales, họa phẩm của Sir Godfrey Kneller năm 1716.

Georg August (từ đây gọi là George Augutus theo tên tiếng Anh) đi thuyền tới Anh vào tháng 9 năm 1714, và Caroline cùng hai cô con gái đi theo vào tháng 10. Chuyến đi của bà băng qua Biển Bắc từ The Hague đến Margate là chuyến đi trên biển duy nhất trong cuộc đời bà. Con trai của họ, Vương tôn Friedrich (Frederick), vẫn ở Hannover trong triều vua George I và được nuôi dạy bởi các gia sư.
Khi George I lên ngôi năm 1714, phu quân của Caroline nghiễm nhiên trở thành Công tước xứ Cornwall và Công tước xứ Rothesay. Ngay sau đó, ông được phong làm Thân vương xứ Wales, rồi bà trở thành Vương phi xứ Wales. Caroline là người phụ nữ đầu tiên nhận danh hiệu này đồng thời với chồng. Bà là Vương phi xứ Wales đầu tiên sau hơn 200 năm kể từ Catalina của Aragón. Vì George I đã li dị với vợ là Sophia Dorothea của Celle năm 1694 trước khi ông trở thành Vua của Liên hiệp Anh, ngôi Vương hậu bỏ trống và Caroline là người phụ nữ có địa vị cao nhất trong vương quốc. George Augustus và Caroline dự tính sẽ cố gắng "Anh hóa" bằng cách mở mang kiến thức về ngôn ngữ, con người, chính trị và phong tục ở Anh. Hai phe riêng biệt phát triển với sự đối lập mạnh mẽ, vị vua già thân cận với các đại thần gốc Đức và các bộ trưởng Chính phủ, trong khi vương đình của Wales thu hút các quý tộc Anh không hài lòng với nhà vua, và nhận được nhiều hơn sự ủng hộ của người Anh. George Augustus và Caroline dần trở thành tâm điểm của phe chống đối nhà vua.
Hai năm sau khi đến Anh, Caroline hạ sinh một đứa trẻ chết lưu, mà bạn bà là Nữ Bá tước Bückeburg đổ lỗi cho sự bất lực của các bác sĩ Anh, nhưng năm sau bà có một người con trai khác, Vương tôn George William. Tại buổi lễ rửa tội tháng 11 năm 1717, phu quân của bà tranh cãi với nhà vua trong việc chọn người đỡ đầu, dẫn đến việc hai người bị quản thúc tại Cung điện St. James trước khi họ bị đuổi khỏi triều đình. Caroline ban đầu được phép ở cùng các con bà, nhưng lại từ chối vì bà tin rằng mình phải ở cùng với chồng. Bà và phu quân dời tới Leicester House, trong khi con cái của họ đặt dưới sự chăm sóc của nhà vua. Caroline bị ốm vì lo lắng, và ngất đi khi bí mật thăm các con mà không được nhà vua cho phép. Tháng 1, nhà vua nhượng bộ và cho phép Caroline tùy ý đến thăm các con. Tháng 2, Vương tôn George William lâm bệnh, nhà vua cho phép cả George Augustus và Caroline gặp cậu bé tại Cung điện Kensington mà không kèm theo điều kiện gì. Khi cậu bé chết, một cuộc khám nghiệm tử thi được tiến hành chứng minh cái chết đó là do bệnh tật (khối u trên tim) chứ không phải là bị chia cách với mẫu thân. Bi kịch lớn hơn đến vào năm 1718, khi Caroline sẩy thai ở Richmond Lodge, nơi bà cư trú. Trong những năm sau đó, Caroline có ba người con cuối cùng: William, Mary và Louisa.
Leicester House trở thành nơi gặp gỡ thường xuyên của các chính trị gia đối lập. Caroline thiết lập một tình bạn thân thiết với chính trị gia Sir Robert Walpole, cựu bộ trưởng trong Chính phủ đảng Whig những đầu một phe phái bất bình trong đảng. Tháng 4 năm 1720, phe cánh của Walpole trong đảng Whig đã giảng hòa với phe Chính phủ, và Walpole cùng Caroline giúp tạo ra một sự hòa giải giữa nhà vua với chồng bà vì lợi ích của sự thống nhất chung. Caroline muốn giành lại ba cô con gái lớn, họ vẫn đang nằm dưới sự quản giáo của nhà vua, và nghĩ rằng việc hòa giải sẽ đưa các con bà trở về, nhưng rốt cục không được gì. George Augustus tin rằng Walpole lừa ông giảng hòa chỉ là một bước đi giúp ông ta giành lại quyền lực. Hoàng tử bị cô lập về chính trị khi đảng Whig của Walpole gia nhập vào Chính phủ, và Leicester House giờ đây chỉ tập trung những nhân vật hoạt động trong lĩnh vực văn chương và trí óc, chẳng hạn như John Arbuthnot và Jonathan Swift, chứ không phải là các chính trị gia. Arbuthnot nói với Swift rằng Caroline say mê tác phẩm Gulliver du ký của ông, đặc biệt là câu chuyện về vị thái tử mang một bên giày cao gót và một bên thấp gót trong một đất nước mà nhà vua và đảng của ông ta mang thấp gót, và phe đối lập mang cao gót: một sự ám chỉ vừa công khai vừa che giấu về thiên hướng chính trị của Thân vương xứ Wales.
Trí tuệ của Caroline vượt xa chồng bà, và bà say mê nghiên cứu. Bà lập ra một thư viện lớn tại Cung điện St. James. Khi còn trẻ, bà trao đổi thư từ với Gottfried Leibniz, một người khổng lồ có vốn hiểu biết rộng là cận thần và quản gia của nhà Hannover. Sau đó bà tạo điều kiện cho Leibniz-Clarke correspondence, được cho là triết lý quan trọng nhất trong cuộc tranh luận về vật lý thể kỉ XVIII. Bà giúp đỡ truyền bá việc thực hiện chủng đậu (hình thức ban đầu của tiêm chủng), vốn đã được chứng kiến bởi Lady Mary Wortley Montagu và Charles Maitland ở Constantinople. Theo chỉ thị của Caroline, sáu tù nhân bị kết án được trao cơ hội chủng đậu thay vì bị xử tử: tất cả họ đều sống họ, cũng như sáu đứa trẻ mồ côi được trị bệnh theo cách giống vậy như là sự thử nghiệm thêm. Bị thuyết phục vì giá trị y học của nó, Caroline đòi ba đứa con Amelia, Caroline và Frederick tiêm ngừa đậu mùa theo cách thức trên. Để ca ngợi sự ủng hộ của bà đối với sự tiêm chủng đậu mùan, Voltaire viết về bà, "Tôi phải nói rằng, dù cho tất cả các danh hiệu mũ miện của bà, bà Vương phi này được sinh ra để khuyến khích nghệ thuật và học thức của nhân loại, thậm chí trên ngôi vị bà là một nhà triết học nhân từ; và bà không bao giờ để mất một cơ hội để Tìm hiểu hoặc để biểu lộ lòng quảng đại của mình."

## Vương hậu và nhiếp chính

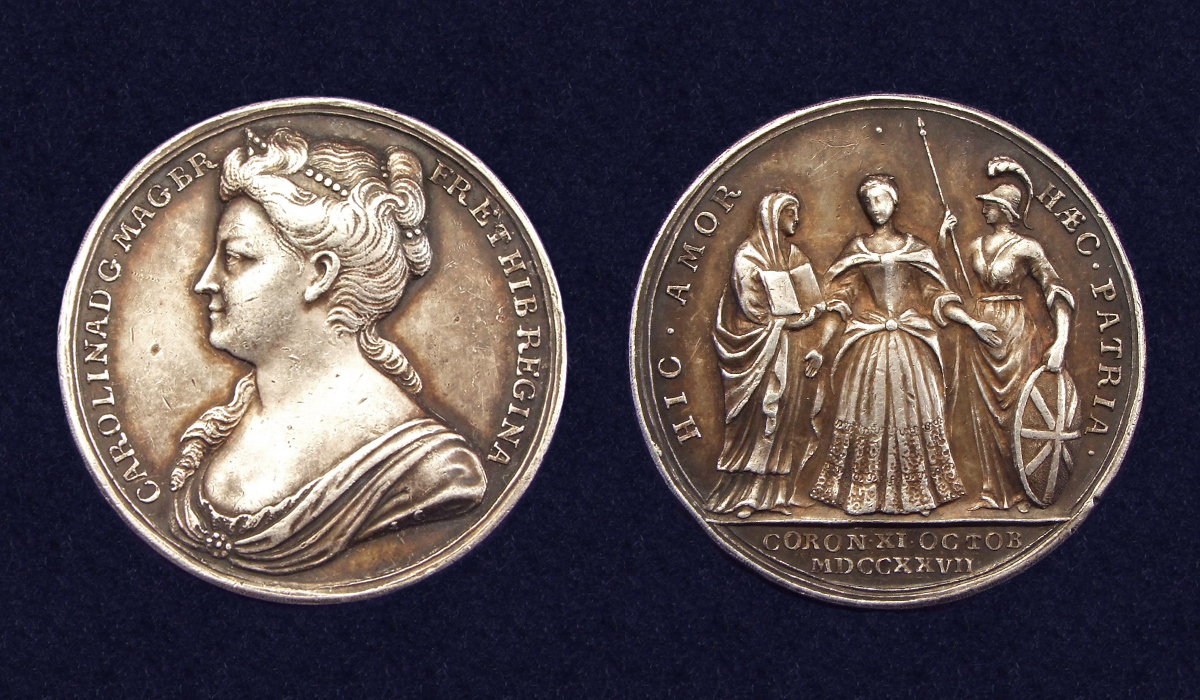
Mề đay đăng quang chính thức của Vương hậu Caroline năm 1727 bởi J. Croker

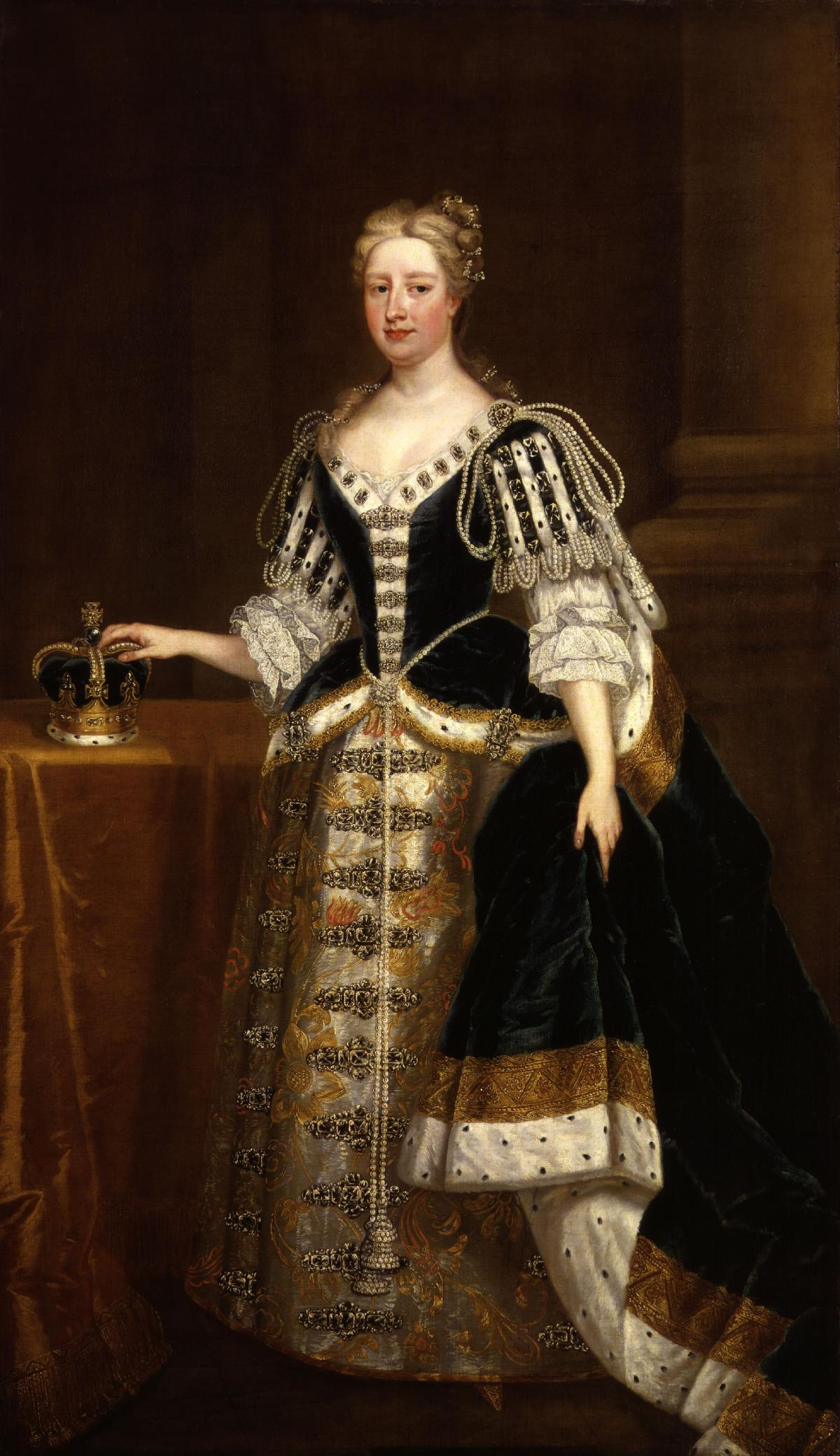
Vương hậu Caroline, vẽ bởi Charles Jervas năm 1727.

Caroline trở thành Vương hậu sau cái chết của cha chồng năm 1727, và bà được gia miện cùng với chồng tại Tu viện Westminster ngày 11 tháng 10 cùng năm. Bà là vị Vương hậu đầu tiên được trao vương miện kể từ Anna của Đan Mạch năm 1603. Mặc dù George II lên án Walpole là một "kẻ lừa đảo và nhãi nhép" trong các điều khoản hòa giải với cha mình, Caroline khuyên chồng giữa là Walpole làm người lãnh đạo Chính phủ. Walpole có nhiều thực quyền trong Nghị viện và George II có ít sự lựa chọn nhưng phải chấp nhận ông ta hay là nguy cơ mất ổn định trong Chính phủ. Walpole đảm bảo civil list cung cấp 100,000 bảng hàng năm cho Caroline, bà được trao cả Somerset House và Richmond Lodge. Cận thần Huân tước Hervey gọi Walpole là "bộ trưởng của Vương hậu" để công nhận mối quan hệ thân thiết của họ. Trong mười năm tiếp theo, Caroline có nhiều ảnh hưởng. Bà thuyết phục nhà vua thi hành có chính sách theo chỉ thị của Walpole, và khuyên Walpole chống lại những hành động gây rối. Caroline tieeps nhận quan điểm tự do từ thầy của bà, Vương hậu Sophie Charlotte của Phổ, và ủng hộ sự khoan hồng giảnh cho phe Jacobites (những người ủng hộ quyền kế vị ngai vàng của nhà Stuart), tự do báo chí, và tự do ngôn luận trong Nghị viện.
Qua mấy năm tiếp theo, bà cùng chồng chiến đấu trong một cuộc xung đột dai dẳng với con trai trưởng của họ, Frederick, Thân vương xứ Wales, người bị bỏ lại ở Đức khi họ đến Anh. Anh ta gia nhập gia đình vào năm 1728, khi đó đã trưởng thành, đã có nhân tình và các khoản nợ, lại mê cờ bạc và chơi khăm. Ông chống đối quan điểm chính trị của phụ thân, và phàn nàn về chuyện mình không có ảnh hưởng trong Chính phủ. Đạo luật Nhiếp chính 1728 cho phép Caroline thay vì Frederick quyền nhiếp chính khi chồng bà đến Hannover 5 tháng kể từ tháng 5 năm 1729. Trong thời kì bà nhiếp chính, một sự cố ngoại giao với Bồ Đào Nha (ở đó một chiếc tàu của Anh đã bị bắt giữ trên Tagus) được lắng dịu, và cuộc đàm phán về Hiệp ước Seville giữa Anh và Tây Ban Nha được ký kết. Từ tháng 5 năm 1732, bà làm Nhiếp chính trong bốn tháng kể từ khi George II lại trở về Hannover. Một cuộc điều tra về chế độ hình phạt phát hiện ra sự hành hạ đang phổ biến, bao gồm cả việc cư xử tàn bạo và âm mưu trốn thoát của những thủ phạm giàu có. Caroline gây áp lực buộc Walpole cải cách, phần lớn không thành công. Tháng 3 năm 1733, Walpole giới thiệu một dự luật đánh thuế không được quần chúng ưa thích tới Nghị viện, được Vương hậu hỗ trợ, nhưng bị nhiều phản đối mạnh mẽ và cuối cùng bị ngừng lại.
Toàn bộ quãng đời của Caroline ở Anh sống tại đông nam nước Anh hoặc ở xung quanh London. Là Vương hậu, bà tiếp tục được vây quanh bởi các nghệ sĩ, tác gia và trí thức. Bà thu thập đồ trang sức, đặc biệt là đá chạm và vật chạm chìm, giành được những chân dung và tiểu họa quang trọng, và yêu thích mĩ thuật thị giác. Bà ủy quyền cho các tác phẩm như tượng bán thân bằng đất nung của vua và Vương hậu Anh từ Michael Rysbrack, và giám sát một thiết kế tự nhiên hơn của khu vườn hoàng gia bởi William Kent và Charles Bridgeman. Năm 1728, bà phát hiện lại bộ phác thảo của Leonardo da Vinci và Hans Holbein được giấu trong một ngăn kéo từ thời William III.
Con gái lớn của Caroline, Anne kết hôn với Willem IV xứ Oranje năm 1734 và cùng với chồng dời đến Hà Lan. Caroline viết thư cho con gái bà về nỗi buồn "không thể diễn tả" trong ngày chia li. Anne sớm thấy nhớ nhà, và bà nghĩ là mình có thai; đứa trẻ chào đời sẽ nằm trong danh sách kế vị ở Anh nên nó phải chào đời ở Anh. Vì thế Anne và trở về Anh khi chồng bà tham gia chiến dịch. Cuối cùng, thân phụ và phu quân lệnh cho bà trở về Hà Lan.

## Những năm cuối

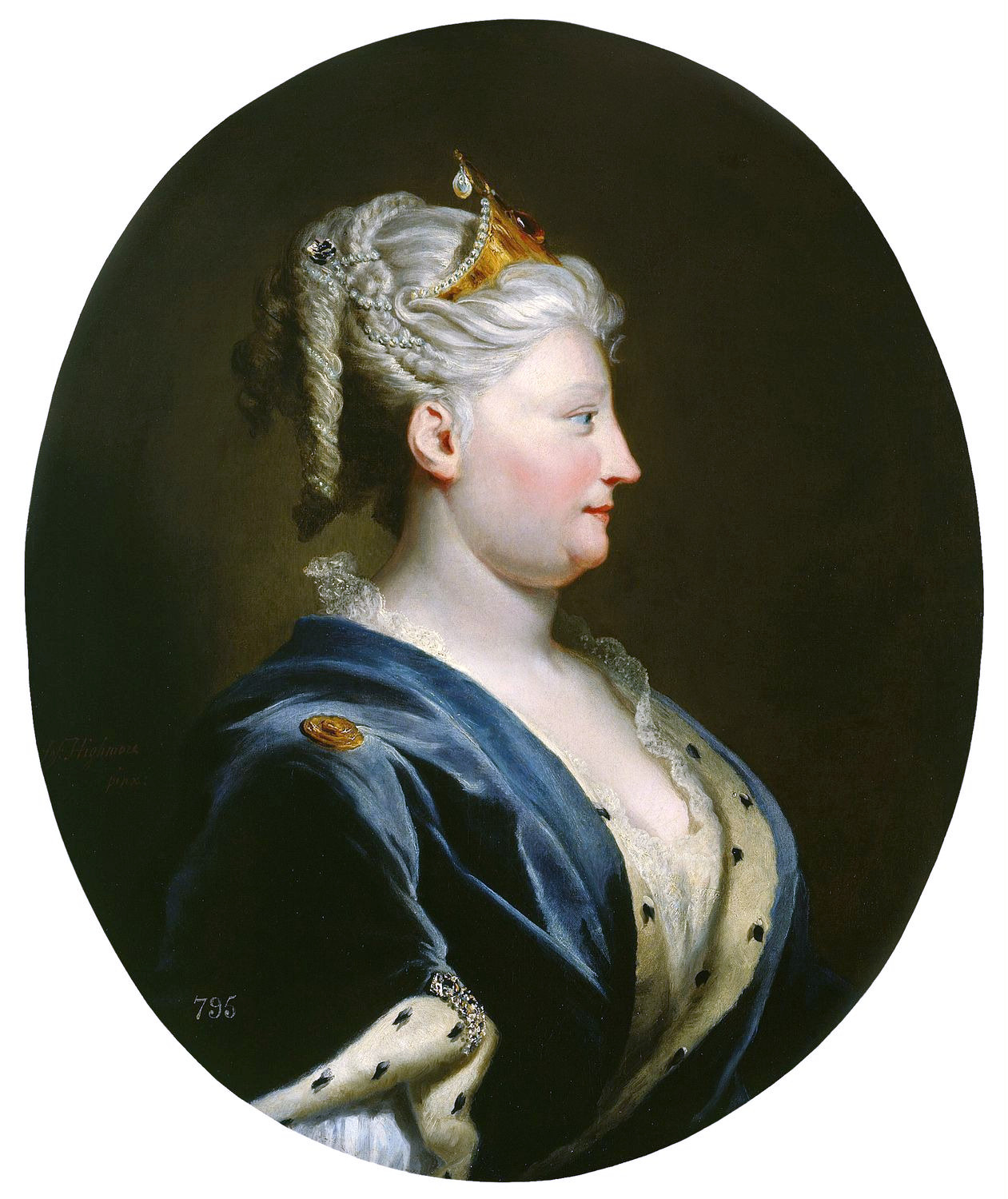
Chân dung bởi Joseph Highmore, 1735

Giữa năm 1735, Frederick, Thân vương xứ Wales, càng thất vọng khi Caroline, chứ không phải chính ông, một lần nữa làm nhiếp chính khi nhà vua vắng mặt để đến Hannover. Nhà vua và Vương hậu xếp đặt hôn sự cho Frederick, năm 1736, với Augusta xứ Sachsen-Gotha-Altenburg. Không lâu sau đám cưới, George đi đến Hannover, và Caroline tiếp tục thể hiện vai trò của bà là "Người Bảo hộ của Vương quốc". Là nhiếp chính, Caroline cân nhắc sự ân xá cho Thuyền trưởng John Porteous, người bị kết án về tội giết người ở Edinburgh. Trước khi bà có thể làm như vậy, một đám đông xông vào nơi giam giữ và giết ông ta. Caroline kinh hoàng. Sự vắng mặt của quốc vương dẫn đến sự bất mãn của quần chúng, và cuối năm 1736 khi ông lên kế hoạch trở về, nhưng thuyền của ông gặp phải thời tiết khắc nghiệt, và có tin đồn ông đã mất tích trên biển. Caroline suy sụp, và phẫn nộ với sự thản nhiên của con trai bà, ông ta tổ chức một buổi ăn tối thịnh soạn vào lúc gió bão thổi mạnh. Trong thời gian bà chấp chính, Thân vương xứ Wales mưu tính bắt đầu vài cuộc tranh cãi với mẫu thân, người mà ông coi là một người đại diện hữu dụng để chọc tức nhà vua. George cuối cùng trở về vào tháng 1 năm 1737.
Frederick đề xuất với Nghị viện về việc tăng hỗ trợ tài chính cho mình nhưng không thành công và bị từ chối của nhà vua, và những bất đồng công khai quanh món tiền này giữa cha mẹ và con trai tăng lên. Theo lời khuyên của Walpole, phụ cấp của Frederick được tăng lên trong một nỗ lực ngăn chặn những xung đột lớn hơn, nhưng số tiền ít hơn ông ta đòi hỏi. Tháng 6 năm 1737, Frederick thông báo với song thân rằng Augusta đã mang thai, và dự kiến sẽ sinh và tháng 10. Trên thực tế, thời gian mang thai của Augusta sớm hơn và một hành động dị thường diễn ra vào tháng 7, theo đó Vương tử, phát hiện ra rằng vợ mình sắp chuyển dạ, lén bà ra ngoài Cung điện Hampton Court vào nửa đêm, để chắc chắn rằng nhà vua và Vương hậu không có mặt vào lúc đứa trẻ ra đời. George và Caroline kinh hoàng. Theo truyền thống, khi một đứa trẻ vương gia chào đời phải có sự chứng kiến của các thành viên trong gia đình và các triều thần cao cấp để chống chuyện giả mạo, và Augusta bị ép phải đi theo chồng trên một chiếc xe ngựa chạy rất sốc trong một tiếng rưỡi trong khi đang mang thai rất đau đớn. Được hộ tống bởi hai cô con gái (Amelia và Caroline), Công tước Grafton, Lãnh chúa Essex và Lãnh chúa Hervey, Vương hậu chạy qua Cung điện St James, nơi Frederick dẫn Augusta tới đó. Caroline thấy nhẹ nhõm khi biết rằng Augusta đã sinh ra một đứa bé gái đáng thương và xấu xí hơn là "cậu bé cao lớn, mập mạp, khỏe mạnh" vì bản chất đáng thương của đứa bé chứng tỏ việc giả mạo khó có thể xảy ra. Sự kiện sinh con này khiến cho sự bất hòa giữa hai mẹ con tăng lên. Theo Lãnh chúa Hervey, một lần bà nhận xét sau khi nhìn thấy Frederick, "Nhìn đi, nó đang đi bên chỗ kia - thằng đê tiện!— Quỷ sứ !—Ta ước gì mặt đất sẽ mở ra ngay lúc này và nhấn chìm con quái vật đó xuống tận cùng của địa ngục!"
Trong những năm cuối đời, Caroline gặp rắc rối với căn bệnh gút ở bàn chân, nhưng nghiêm trọng hơn là bà còn bị thoái vị rốn, di chứng từ lần sinh nở cuối cùng năm 1724. Ngày 9 tháng 11 năm 1737, bà cảm thấy đau đớn dữ dội, sau khi cố gượng qua một buổi đón tiếp chính thức, và ngã xuống giường. Tử cung của bà bị rách. Qua một vài ngày bà bị chảy máu, đi ngoài, và phải mổ, nhưng không có thuốc gây mê, nhưng tình trạng vẫn không được cải thiện chút nào. Nhà vua cấm Frederick gặp mẫu thân,, một quyết định thực hiện với sự đồng ý của bà; bà gửi cho con trai lời nhắn tha thứ thông qua Walpole. Bà yêu cầu chồng tái hôn sau khi bà chết, điều mà ông từ chối, nói rằng ông chỉ có thêm nhân tình, bà đáp lại "Ah, mon Dieu, cela n'empêche pas" ("Ôi Chúa, điều đó không cản được nó"). Ngày 17 tháng 11, phần ruột bị nghẹt của bà vỡ ra. Bà qua đời ngày 20 tháng 11 năm 1737 tại Cung điện St. James.
Bà được an táng ở Tu viện Westminster ngày 17 tháng 12. Frederick không được mời tới đám tang. George Frideric Handel sáng tác một bát hát trong dịp này, The Ways of Zion Do Mourn / Funeral Anthem for Queen Caroline. Nhà vua sắp đặt một quan tài đôi một bên tháo rời, để cho khi ông theo bà sang bên kia Thế giới (23 năm sau), họ có thể nằm cạnh nhau một lần nữa.

## Di sản

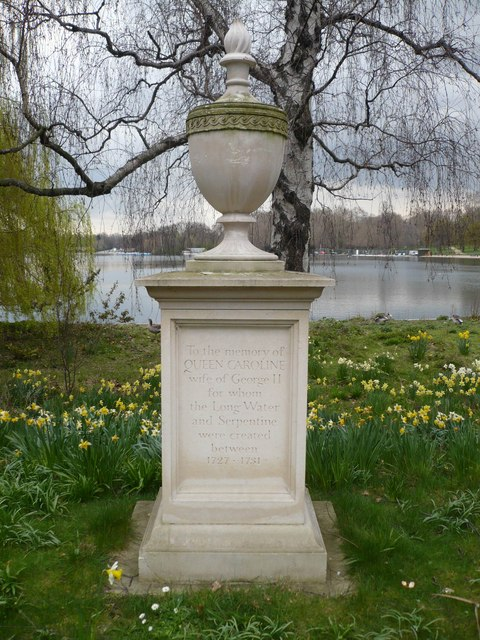
Đài tưởng niệm Caroline trên bờ Serpentine, một hồ nước đẹp như một bức tranh ở London được tạo ra theo yêu cầu của bà

Caroline đã được thương tiếc rộng rãi. Người Kháng Cách ca ngợi tấm gương đạo đức của bà, và thậm chí phái Jacobites cũng thừa nhận lòng từ bi của bà, và sự can thiệp của bà trên lòng thương xót dành cho đồng bào của họ. Quãng thời gian bà từ chối Đại Công tước Karl được dùng để miêu tả bà như một tín hữu Tin Lành ngoan đạo. Ví dụ như, John Gay viết về Caroline trong A Letter to A Lady (1714):
The pomp of titles easy faith might shake,
She scorn'd an empire for religion's sake:
For this, on earth, the British crown is giv'n,
And an immortal crown decreed in heav'n.
(Vẻ phù hoa của tước hiệu có thể dễ làm đức tin lay chuyển/Cô khinh miệt một đế quốc vì lợi ích tôn giáo/Dành cho điều đó, ở trên Thế giới, Vương miện Anh được trao/Và một vương miện bất tử được ra lệnh bởi Thượng đế
Bà được thừa nhận rộng rãi từ cả công chúng và triều đình là có ảnh hưởng lớn hơn chồng. Một câu châm biếm của thời kì này:
You may strut, dapper George, but 'twill all be in vain,
We all know 'tis Queen Caroline, not you, that reign –
You govern no more than Don Philip of Spain.
Then if you would have us fall down and adore you,
Lock up your fat spouse, as your dad did before you.
(Ngài có thể vênh váo, sang trọng, George, nhưng tất cả là vô ích,/Chúng ta đều biết là Vương hậu Caroline, không phải Ngài, đang trị vì –/:Ngài thống trị cũng không nhiều hơn Don Philip của Tây Ban Nha./:Sau đó nếu Ngài muốn chúng ta phủ phục và kính yêu ngài,/:Khóa kín cô vợ béo của Ngài, như cha Ngài đã làm trước Ngài.)
Những truyện ký vào thế kỉ XVIII, đặc biệt là của John, Lãnh chúa Hervey, nhận thức rằng Caroline đã cùng Walpole chi phối chồng bà. Peter Quennell viết rằng Hervey là "người biên sử của liên minh đáng chú ý này" và rằng bà là "nữ anh hùng" của Hervey. Sử dụng các nguồn như vậy, những người viết tiểu sử thế kỉ XIX và XX công nhận bà đã trợ giúp cho sự thiết lập của vương triều Hannover ở Anh, trước sự chống đối của những người Jacobite. R. L. Arkell viết "bởi sự nhạy bén và xuất chúng của mình, [Caroline] đảm bảo sự khai căn của chính triều đại đó ở Anh", và W. H. Wilkins nói "tính cách duyên dáng và trang nghiêm của mình, lý tưởng cao cả của bà và cuộc đời trong sáng của bà đã trung hòa khá nhiều sự bất mãn đối với chồng và cha chồng bà, và bù lại những năm đầu thời kì Georgian từ sự thô thiển hoàn toàn." Mặc dù các sử gia hiện đại có xu hướng tin rằng Hervey, Wilkins và Arkell đã đánh giá hơi cao tầm ảnh hưởng của bà, vẫn có thể Caroline xứ Ansbach là một trong những vị phu nhân có ảnh hưởng nhất trong lịch sử đảo Anh.

## Danh hiệu, huy hiệu

Huy hiệu của Vương hậu Caroline: huy hiệu hoàng gia Vương quốc Anh (dexter) đâm xuyên qua huy hiệu của phụ thân bà

### Danh hiệu
- 1683–1705: Her Serene Highness[88] Bá nữ Caroline xứ Brandenburg-Ansbach
- 1705–1714: Her Serene Highness Tuyển hầu Thân vương tử phi xứ Hannover[89]
- 1714–1727: Her Royal Highness Vương phi xứ Wales[90]
- 1727–1737: Vương hậu Bệ hạ[91]

### Vinh dự
Hạt Caroline nằm trong thuộc địa Virginia của Anh được đặt theo tên bà khi nó thành lập năm 1727.

## Con cái
Caroline mang thai mười lần, sinh ra tám người con còn sống, và bảy trong số họ sống tới tuổi trưởng thành.
| Tên                                               | Sinh                 | Mất                  | Ghi chú                                                                                              |
| ------------------------------------------------- | -------------------- | -------------------- | --- |
| Frederick, Thân vương xứ Wales                    | 1 tháng 2 năm 1707   | 31 tháng 3 năm 1751  | kết hôn năm 1736 với Augusta xứ Sachsen-Gotha-Altenburg; có con, bao gồm vị vua tương lai George III |
| Anne, Vương nữ Vương thất và Vương phi xứ Oranje  | 2 tháng 11 năm 1709  | 12 tháng 1 năm 1759  | kết hôn năm 1734, Willem IV, Hoàng thân xứ Orange; có con                                            |
| Vuong nữ Amelia                                   | 10 tháng 6 năm 1711  | 31 tháng 10 năm 1786 | |
| Vương nữ Caroline                                 | 10 tháng 6 năm 1713  | 28 tháng 12 năm 1757 | |
| Con trai chết khi mới sinh                        | 20 tháng 11 năm 1716 | 20 tháng 11 năm 1716 | |
| Hoàng tử George William                           | 13 tháng 11 năm 1717 | 17 tháng 2 năm 1718  | chết non                                                                                             |
| Sẩy thai                                          | tháng 2 năm 1718     | tháng 2 năm 1718     | |
| Hoàng tử William, Quận công Cumberland            | 26 tháng 4 năm 1721  | 31 tháng 10 năm 1765 | |
| Mary, Phong địa Bá tước phu nhân xứ Hessen-Kassel | 5 tháng 3 năm 1723   | 14 tháng 1 năm 1772  | kết hôn 1740, Friedrich II, Lãnh chúa Hesse-Kassel; có con                                           |
| Louisa, Vương hậu Đan Mạch và Na Uy               | 18 tháng 12 năm 1724 | 19 tháng 12 năm 1751 | kết hôn 1743, Frederik V, Vua của Đan Mạch và Na Uy; có con                                          |
| Ngày tháng trong bảng này dùng theo Lịch mới      |                      |                      | |

## Tổ tiên
| \| \| \| \| \| \| \| \| \| \| \| \| \| \| \| \| \| \| \| \| 16. Johann Georg xứ Brandenburg \| \| \| \| \| \| \| \| \| \| \| \| \| \| \| \| \| \| \| \| \| \| \| \| \| \| \| \| \| \| \| \| \| \| \| \| \| \| \| \| \| \| \| \| \| \| \| \| \| \| \| \| \| \| 8. Joachim Ernst, Bá tước Brandenburg-Ansbach \| \| \| \| \| \| \| \| \| \| \| \| \| \| \| \| \| \| \| \| \| \| \| \| \| \| \| \| \| \| \| \| \| \| \| \| \| \| \| \| \| \| \| \| \| \| \| \| \| \| \| \| \| \| 17. Elisabeth xứ Anhalt \| \| \| \| \| \| \| \| \| \| \| \| \| \| \| \| \| \| \| \| \| \| \| \| \| \| \| \| \| \| \| \| \| \| \| \| \| \| \| \| \| \| \| \| \| \| \| \| \| \| \| \| \| \| 4. Albrecht II xứ Brandenburg-Ansbach \| \| \| \| \| \| \| \| \| \| \| \| \| \| \| \| \| \| \| \| \| \| \| \| \| \| \| \| \| \| \| \| \| \| \| \| \| \| \| \| \| \| \| \| \| \| \| \| \| \| \| \| \| \| 18. Johann Georg I, Bá tước Solms-Laubach \| \| \| \| \| \| \| \| \| \| \| \| \| \| \| \| \| \| \| \| \| \| \| \| \| \| \| \| \| \| \| \| \| \| \| \| \| \| \| \| \| \| \| \| \| \| \| \| \| \| \| \| \| \| 9. Sophie xứ Solms-Laubach \| \| \| \| \| \| \| \| \| \| \| \| \| \| \| \| \| \| \| \| \| \| \| \| \| \| \| \| \| \| \| \| \| \| \| \| \| \| \| \| \| \| \| \| \| \| \| \| \| \| \| \| \| \| 19. Margarete von Schönburg-Glauchau \| \| \| \| \| \| \| \| \| \| \| \| \| \| \| \| \| \| \| \| \| \| \| \| \| \| \| \| \| \| \| \| \| \| \| \| \| \| \| \| \| \| \| \| \| \| \| \| \| \| \| \| \| \| 2. Johann Friedrich xứ Brandenburg-Ansbach \| \| \| \| \| \| \| \| \| \| \| \| \| \| \| \| \| \| \| \| \| \| \| \| \| \| \| \| \| \| \| \| \| \| \| \| \| \| \| \| \| \| \| \| \| \| \| \| \| \| \| \| \| \| 20. Ludwig Eberhard, Bá tước Oettingen-Oettingen \| \| \| \| \| \| \| \| \| \| \| \| \| \| \| \| \| \| \| \| \| \| \| \| \| \| \| \| \| \| \| \| \| \| \| \| \| \| \| \| \| \| \| \| \| \| \| \| \| \| \| \| \| \| 10. Joachim Ernst, Bá tước Oettingen-Oettingen \| \| \| \| \| \| \| \| \| \| \| \| \| \| \| \| \| \| \| \| \| \| \| \| \| \| \| \| \| \| \| \| \| \| \| \| \| \| \| \| \| \| \| \| \| \| \| \| \| \| \| \| \| \| 21. Margarete xứ Erbach \| \| \| \| \| \| \| \| \| \| \| \| \| \| \| \| \| \| \| \| \| \| \| \| \| \| \| \| \| \| \| \| \| \| \| \| \| \| \| \| \| \| \| \| \| \| \| \| \| \| \| \| \| \| 5. Sophie Margarete xứ Oettingen-Oettingen \| \| \| \| \| \| \| \| \| \| \| \| \| \| \| \| \| \| \| \| \| \| \| \| \| \| \| \| \| \| \| \| \| \| \| \| \| \| \| \| \| \| \| \| \| \| \| \| \| \| \| \| \| \| 22. Henry William I, Count of Solms-Sonnenwalde \| \| \| \| \| \| \| \| \| \| \| \| \| \| \| \| \| \| \| \| \| \| \| \| \| \| \| \| \| \| \| \| \| \| \| \| \| \| \| \| \| \| \| \| \| \| \| \| \| \| \| \| \| \| 11. Anna Sibylla von Solms-Sonnenwalde \| \| \| \| \| \| \| \| \| \| \| \| \| \| \| \| \| \| \| \| \| \| \| \| \| \| \| \| \| \| \| \| \| \| \| \| \| \| \| \| \| \| \| \| \| \| \| \| \| \| \| \| \| \| 23. Sophia Dorothea of Mansfeld-Arnstein \| \| \| \| \| \| \| \| \| \| \| \| \| \| \| \| \| \| \| \| \| \| \| \| \| \| \| \| \| \| \| \| \| \| \| \| \| \| \| \| \| \| \| \| \| \| \| \| \| \| \| \| \| \| 1. Caroline of Brandenburg-Ansbach \| \| \| \| \| \| \| \| \| \| \| \| \| \| \| \| \| \| \| \| \| \| \| \| \| \| \| \| \| \| \| \| \| \| \| \| \| \| \| \| \| \| \| \| \| \| \| \| \| \| \| \| \| \| 24. Johann II, Công tước Saxe-Weimar \| \| \| \| \| \| \| \| \| \| \| \| \| \| \| \| \| \| \| \| \| \| \| \| \| \| \| \| \| \| \| \| \| \| \| \| \| \| \| \| \| \| \| \| \| \| \| \| \| \| \| \| \| \| 12. Wilhelm IV, Công tước Saxe-Weimar \| \| \| \| \| \| \| \| \| \| \| \| \| \| \| \| \| \| \| \| \| \| \| \| \| \| \| \| \| \| \| \| \| \| \| \| \| \| \| \| \| \| \| \| \| \| \| \| \| \| \| \| \| \| 25. Dorothea Maria xứ Anhalt \| \| \| \| \| \| \| \| \| \| \| \| \| \| \| \| \| \| \| \| \| \| \| \| \| \| \| \| \| \| \| \| \| \| \| \| \| \| \| \| \| \| \| \| \| \| \| \| \| \| \| \| \| \| 6. Johann Georg I xứ Sachsen-Eisenach \| \| \| \| \| \| \| \| \| \| \| \| \| \| \| \| \| \| \| \| \| \| \| \| \| \| \| \| \| \| \| \| \| \| \| \| \| \| \| \| \| \| \| \| \| \| \| \| \| \| \| \| \| \| 26. Johann Georg I, Hoàng thân Anhalt-Dessau \| \| \| \| \| \| \| \| \| \| \| \| \| \| \| \| \| \| \| \| \| \| \| \| \| \| \| \| \| \| \| \| \| \| \| \| \| \| \| \| \| \| \| \| \| \| \| \| \| \| \| \| \| \| 13. Eleonore Dorothea von Anhalt-Dessau \| \| \| \| \| \| \| \| \| \| \| \| \| \| \| \| \| \| \| \| \| \| \| \| \| \| \| \| \| \| \| \| \| \| \| \| \| \| \| \| \| \| \| \| \| \| \| \| \| \| \| \| \| \| 27. Dorothea xứ Simmern \| \| \| \| \| \| \| \| \| \| \| \| \| \| \| \| \| \| \| \| \| \| \| \| \| \| \| \| \| \| \| \| \| \| \| \| \| \| \| \| \| \| \| \| \| \| \| \| \| \| \| \| \| \| 3. Eleonore xứ Sachsen-Eisenach \| \| \| \| \| \| \| \| \| \| \| \| \| \| \| \| \| \| \| \| \| \| \| \| \| \| \| \| \| \| \| \| \| \| \| \| \| \| \| \| \| \| \| \| \| \| \| \| \| \| \| \| \| \| 28. Wilhelm III, Bá tước xứ Sayn-Wittgenstein \| \| \| \| \| \| \| \| \| \| \| \| \| \| \| \| \| \| \| \| \| \| \| \| \| \| \| \| \| \| \| \| \| \| \| \| \| \| \| \| \| \| \| \| \| \| \| \| \| \| \| \| \| \| 14. Ernst, Bá tước Sayn-Wittgenstein \| \| \| \| \| \| \| \| \| \| \| \| \| \| \| \| \| \| \| \| \| \| \| \| \| \| \| \| \| \| \| \| \| \| \| \| \| \| \| \| \| \| \| \| \| \| \| \| \| \| \| \| \| \| 29. Anna Elisabeth xứ Sayn-Sayn \| \| \| \| \| \| \| \| \| \| \| \| \| \| \| \| \| \| \| \| \| \| \| \| \| \| \| \| \| \| \| \| \| \| \| \| \| \| \| \| \| \| \| \| \| \| \| \| \| \| \| \| \| \| 7. Johanetta xứ Sayn-Wittgenstein \| \| \| \| \| \| \| \| \| \| \| \| \| \| \| \| \| \| \| \| \| \| \| \| \| \| \| \| \| \| \| \| \| \| \| \| \| \| \| \| \| \| \| \| \| \| \| \| \| \| \| \| \| \| 30. Georg VI, Bá tước Erbach \| \| \| \| \| \| \| \| \| \| \| \| \| \| \| \| \| \| \| \| \| \| \| \| \| \| \| \| \| \| \| \| \| \| \| \| \| \| \| \| \| \| \| \| \| \| \| \| \| \| \| \| \| \| 15. Luise Juliane von Erbach \| \| \| \| \| \| \| \| \| \| \| \| \| \| \| \| \| \| \| \| \| \| \| \| \| \| \| \| \| \| \| \| \| \| \| \| \| \| \| \| \| \| \| \| \| \| \| \| \| \| \| \| \| \| 31. Maria xứ Barby \| \| \| \| \| \| \| \| \| \| \| \| \| \| \| \| \| \| \| \| \| \| \| \| \| \| \| \| \| \| \| \| \| \| \| \| \| \| \| \| \| \| \| \| \| \| \| \| \| \| \| \| |                                                  |  |  |  |  |  |  |  |  |  |  |  |  |  |  |  |
| |                                                  |  |  |  |  |  |  |  |  |  |  |  |  |  |  |  |
| | 16. Johann Georg xứ Brandenburg                  |  |  |  |  |  |  |  |  |  |  |  |  |  |  |  |
| |                                                  |  |  |  |  |  |  |  |  |  |  |  |  |  |  |  |
| |                                                  |  |  |  |  |  |  |  |  |  |  |  |  |  |  |  |
| | 8. Joachim Ernst, Bá tước Brandenburg-Ansbach    |  |  |  |  |  |  |  |  |  |  |  |  |  |  |  |
| |                                                  |  |  |  |  |  |  |  |  |  |  |  |  |  |  |  |
| |                                                  |  |  |  |  |  |  |  |  |  |  |  |  |  |  |  |
| | 17. Elisabeth xứ Anhalt                          |  |  |  |  |  |  |  |  |  |  |  |  |  |  |  |
| |                                                  |  |  |  |  |  |  |  |  |  |  |  |  |  |  |  |
| |                                                  |  |  |  |  |  |  |  |  |  |  |  |  |  |  |  |
| | 4. Albrecht II xứ Brandenburg-Ansbach            |  |  |  |  |  |  |  |  |  |  |  |  |  |  |  |
| |                                                  |  |  |  |  |  |  |  |  |  |  |  |  |  |  |  |
| |                                                  |  |  |  |  |  |  |  |  |  |  |  |  |  |  |  |
| | 18. Johann Georg I, Bá tước Solms-Laubach        |  |  |  |  |  |  |  |  |  |  |  |  |  |  |  |
| |                                                  |  |  |  |  |  |  |  |  |  |  |  |  |  |  |  |
| |                                                  |  |  |  |  |  |  |  |  |  |  |  |  |  |  |  |
| | 9. Sophie xứ Solms-Laubach                       |  |  |  |  |  |  |  |  |  |  |  |  |  |  |  |
| |                                                  |  |  |  |  |  |  |  |  |  |  |  |  |  |  |  |
| |                                                  |  |  |  |  |  |  |  |  |  |  |  |  |  |  |  |
| | 19. Margarete von Schönburg-Glauchau             |  |  |  |  |  |  |  |  |  |  |  |  |  |  |  |
| |                                                  |  |  |  |  |  |  |  |  |  |  |  |  |  |  |  |
| |                                                  |  |  |  |  |  |  |  |  |  |  |  |  |  |  |  |
| | 2. Johann Friedrich xứ Brandenburg-Ansbach       |  |  |  |  |  |  |  |  |  |  |  |  |  |  |  |
| |                                                  |  |  |  |  |  |  |  |  |  |  |  |  |  |  |  |
| |                                                  |  |  |  |  |  |  |  |  |  |  |  |  |  |  |  |
| | 20. Ludwig Eberhard, Bá tước Oettingen-Oettingen |  |  |  |  |  |  |  |  |  |  |  |  |  |  |  |
| |                                                  |  |  |  |  |  |  |  |  |  |  |  |  |  |  |  |
| |                                                  |  |  |  |  |  |  |  |  |  |  |  |  |  |  |  |
| | 10. Joachim Ernst, Bá tước Oettingen-Oettingen   |  |  |  |  |  |  |  |  |  |  |  |  |  |  |  |
| |                                                  |  |  |  |  |  |  |  |  |  |  |  |  |  |  |  |
| |                                                  |  |  |  |  |  |  |  |  |  |  |  |  |  |  |  |
| | 21. Margarete xứ Erbach                          |  |  |  |  |  |  |  |  |  |  |  |  |  |  |  |
| |                                                  |  |  |  |  |  |  |  |  |  |  |  |  |  |  |  |
| |                                                  |  |  |  |  |  |  |  |  |  |  |  |  |  |  |  |
| | 5. Sophie Margarete xứ Oettingen-Oettingen       |  |  |  |  |  |  |  |  |  |  |  |  |  |  |  |
| |                                                  |  |  |  |  |  |  |  |  |  |  |  |  |  |  |  |
| |                                                  |  |  |  |  |  |  |  |  |  |  |  |  |  |  |  |
| | 22. Henry William I, Count of Solms-Sonnenwalde  |  |  |  |  |  |  |  |  |  |  |  |  |  |  |  |
| |                                                  |  |  |  |  |  |  |  |  |  |  |  |  |  |  |  |
| |                                                  |  |  |  |  |  |  |  |  |  |  |  |  |  |  |  |
| | 11. Anna Sibylla von Solms-Sonnenwalde           |  |  |  |  |  |  |  |  |  |  |  |  |  |  |  |
| |                                                  |  |  |  |  |  |  |  |  |  |  |  |  |  |  |  |
| |                                                  |  |  |  |  |  |  |  |  |  |  |  |  |  |  |  |
| | 23. Sophia Dorothea of Mansfeld-Arnstein         |  |  |  |  |  |  |  |  |  |  |  |  |  |  |  |
| |                                                  |  |  |  |  |  |  |  |  |  |  |  |  |  |  |  |
| |                                                  |  |  |  |  |  |  |  |  |  |  |  |  |  |  |  |
| | 1. Caroline of Brandenburg-Ansbach               |  |  |  |  |  |  |  |  |  |  |  |  |  |  |  |
| |                                                  |  |  |  |  |  |  |  |  |  |  |  |  |  |  |  |
| |                                                  |  |  |  |  |  |  |  |  |  |  |  |  |  |  |  |
| | 24. Johann II, Công tước Saxe-Weimar             |  |  |  |  |  |  |  |  |  |  |  |  |  |  |  |
| |                                                  |  |  |  |  |  |  |  |  |  |  |  |  |  |  |  |
| |                                                  |  |  |  |  |  |  |  |  |  |  |  |  |  |  |  |
| | 12. Wilhelm IV, Công tước Saxe-Weimar            |  |  |  |  |  |  |  |  |  |  |  |  |  |  |  |
| |                                                  |  |  |  |  |  |  |  |  |  |  |  |  |  |  |  |
| |                                                  |  |  |  |  |  |  |  |  |  |  |  |  |  |  |  |
| | 25. Dorothea Maria xứ Anhalt                     |  |  |  |  |  |  |  |  |  |  |  |  |  |  |  |
| |                                                  |  |  |  |  |  |  |  |  |  |  |  |  |  |  |  |
| |                                                  |  |  |  |  |  |  |  |  |  |  |  |  |  |  |  |
| | 6. Johann Georg I xứ Sachsen-Eisenach            |  |  |  |  |  |  |  |  |  |  |  |  |  |  |  |
| |                                                  |  |  |  |  |  |  |  |  |  |  |  |  |  |  |  |
| |                                                  |  |  |  |  |  |  |  |  |  |  |  |  |  |  |  |
| | 26. Johann Georg I, Hoàng thân Anhalt-Dessau     |  |  |  |  |  |  |  |  |  |  |  |  |  |  |  |
| |                                                  |  |  |  |  |  |  |  |  |  |  |  |  |  |  |  |
| |                                                  |  |  |  |  |  |  |  |  |  |  |  |  |  |  |  |
| | 13. Eleonore Dorothea von Anhalt-Dessau          |  |  |  |  |  |  |  |  |  |  |  |  |  |  |  |
| |                                                  |  |  |  |  |  |  |  |  |  |  |  |  |  |  |  |
| |                                                  |  |  |  |  |  |  |  |  |  |  |  |  |  |  |  |
| | 27. Dorothea xứ Simmern                          |  |  |  |  |  |  |  |  |  |  |  |  |  |  |  |
| |                                                  |  |  |  |  |  |  |  |  |  |  |  |  |  |  |  |
| |                                                  |  |  |  |  |  |  |  |  |  |  |  |  |  |  |  |
| | 3. Eleonore xứ Sachsen-Eisenach                  |  |  |  |  |  |  |  |  |  |  |  |  |  |  |  |
| |                                                  |  |  |  |  |  |  |  |  |  |  |  |  |  |  |  |
| |                                                  |  |  |  |  |  |  |  |  |  |  |  |  |  |  |  |
| | 28. Wilhelm III, Bá tước xứ Sayn-Wittgenstein    |  |  |  |  |  |  |  |  |  |  |  |  |  |  |  |
| |                                                  |  |  |  |  |  |  |  |  |  |  |  |  |  |  |  |
| |                                                  |  |  |  |  |  |  |  |  |  |  |  |  |  |  |  |
| | 14. Ernst, Bá tước Sayn-Wittgenstein             |  |  |  |  |  |  |  |  |  |  |  |  |  |  |  |
| |                                                  |  |  |  |  |  |  |  |  |  |  |  |  |  |  |  |
| |                                                  |  |  |  |  |  |  |  |  |  |  |  |  |  |  |  |
| | 29. Anna Elisabeth xứ Sayn-Sayn                  |  |  |  |  |  |  |  |  |  |  |  |  |  |  |  |
| |                                                  |  |  |  |  |  |  |  |  |  |  |  |  |  |  |  |
| |                                                  |  |  |  |  |  |  |  |  |  |  |  |  |  |  |  |
| | 7. Johanetta xứ Sayn-Wittgenstein                |  |  |  |  |  |  |  |  |  |  |  |  |  |  |  |
| |                                                  |  |  |  |  |  |  |  |  |  |  |  |  |  |  |  |
| |                                                  |  |  |  |  |  |  |  |  |  |  |  |  |  |  |  |
| | 30. Georg VI, Bá tước Erbach                     |  |  |  |  |  |  |  |  |  |  |  |  |  |  |  |
| |                                                  |  |  |  |  |  |  |  |  |  |  |  |  |  |  |  |
| |                                                  |  |  |  |  |  |  |  |  |  |  |  |  |  |  |  |
| | 15. Luise Juliane von Erbach                     |  |  |  |  |  |  |  |  |  |  |  |  |  |  |  |
| |                                                  |  |  |  |  |  |  |  |  |  |  |  |  |  |  |  |
| |                                                  |  |  |  |  |  |  |  |  |  |  |  |  |  |  |  |
| | 31. Maria xứ Barby                               |  |  |  |  |  |  |  |  |  |  |  |  |  |  |  |
| |                                                  |  |  |  |  |  |  |  |  |  |  |  |  |  |  |  |
| |                                                  |  |  |  |  |  |  |  |  |  |  |  |  |  |  |  |